# Jaya Harivarman II
Jaya Harivarman II est un roi de la XIe Dynastie du royaume de Champā qui règne de vers 1160/1162 à 1166/1167

## Contexte
Jaya Harivarman II est le fils de Jaya Harivarman Ier à qui il succède vers 1160/1162 Vers la fin 1166 ou le début 1167 il est déposé par un influent personnage de la cour Po Klong Garai qui usurpe le trône sous le nom de Jaya Indravarman IV

## Source
- Georges Maspero “Le Royaume De Champa.” T'oung Pao Chapitre VII (suite) , Second Series, Vol. 12, No. 3 (1911) p. 291-315 (25 pages)JSTOR, www.jstor.org/stable/4526131. Consulté le 30 décembre 2020.